# Ритам секција
Ритам секција (енгл. The Rhythm Section) је филм са елементима акције и трилера из 2020. Режију потписује Рид Морано, по сценарију Марка Бернела. Темељи се на истоименом роману који је написао Бернел. Главне улоге тумаче Блејк Лајвли, Џуд Ло и Стерлинг К. Браун, а прати ожалошћену жену која тражи освету након што је открила да је авионска несрећа у којој је убијена њена породица терористички напад.
Добио је помешане рецензије критичара, који су похвалили глуму Лајвлијеве али критиковали радњу. Остварио је финансијски неуспех, зарадивши 6 милиона долара у односу на буџет од 50 милиона. Процењује се да је Paramount Pictures остварио губитак од 30—40 милиона долара.

## Радња
Стефани Патрик (Блејк Лајвли) је након погибије породице на путу ка самоуништењу. Када сазна да пад авиона није била несрећа, улази у мрачан и компликован свет у потрази за осветом.

## Улоге
| Глумац            | Улога          |
| ----------------- | -------------- |
| Блејк Лајвли      | Стефани Патрик |
| Џуд Ло            | Ијан Бојд      |
| Стерлинг К. Браун | Марк Сера      |
| Макс Касела       | Гилер          |
| Џеф Бел           | Грин           |
| Ричард Блејк      | Леманс         |
| Раза Џафри        | Кит Проктор    |
| Тауфик Бархом     | Реза Мухамед   |
| Насер Мемарзија   | Сулејман Кајф  |
| Амира Газала      | Алија Кајф     |